# Chalara graminicola
Chalara graminicola är en svampart som beskrevs av McKenzie 1982. Chalara graminicola ingår i släktet Chalara, divisionen sporsäcksvampar och riket svampar.   Inga underarter finns listade i Catalogue of Life.